# 小行星11042
小行星11042（11042 Ernstweber）是一颗绕太阳运转的小行星，为主小行星带小行星。该小行星于1989年11月3日发现。

## 轨道参数
小行星11042的轨道半长轴为2.3441517 UA，离心率为0.067。